# Firework (песма)
Firework је песма америчке певачице Кејти Пери са њеног трећег студијског албума, Teenage Dream (2010). Песму је написала заједно са Естер Дин и њеним продуцентима Старгејтом и Сандијем Виом. Пери је истакла да је ово денс-поп песма за самооснаживање с инспиративним стиховима, као и запис који је за њу веома битан. Capitol Records објавио је Firework као трећи сингл са албума, 26. октобра 2010.
Песма је била комерцијално успешна, достижући 1. место на рекордној листи Билборд хот 100 и међу 5 најбољих песама на табелама у 20 земаља широм света. Продао је преко 10 милиона примерака у Сједињеним Америчким Државама и преко 1 милион у Великој Британији. Поред тога, Firework је добио дијамантски сертификат од Америчког удружења дискографских кућа, због продаје више од 10 милиона примерака у САД-у.
Музички видео, који је режирао Дејв Мајерс, објављен је 28. октобра 2010. Спот приказује Кејти која пева и плеше по Будимпешти, са испрекиданим сценама младих људи који постају сигурни у себе. Отворени позив за кастинг музичкoг спота привукао је 38.000 кандидата. Сингл је достигао на прво место MuchMusic-ове листе 50 најбољих видео снимака из 2010. године. На додели видео музичке награде MTV, Firework је номинован у три категорије, од којих је освојио једну — за „видео године”. Сингл је номинован за „рекорд године” и „најбољу самосталну изведб поп песме” на 54. додели награде Греми. Такође, 5. јануара 2012. изабран је за пети најпуштанији сингл на радију у САД-у током 2011. године, од стране сервиса Nielsen Broadcast Data Systems, са укупно 509.000 пуштања.

## Историја издања
| Земља                | Датум              | Формат               | Дискографска кућа |
| -------------------- | ------------------ | -------------------- | ----------------- |
| САД                  | 26. октобар 2010.  | мејнстрим            | Capitol Records   |
| САД                  | 16. новембар 2010. | ритмик               | Capitol Records   |
| Уједињено Краљевство | 2. новембар 2010.  | дигитално преузимање | Capitol Records   |
| Уједињено Краљевство | 2. децембар 2010.  | CD сингл             | Capitol Records   |
| Немачка              | 3. децембар 2010.  | CD сингл             | Capitol Records   |
| Француска            | 24. јануар 2011    | CD сингл             | Capitol Records   |